# George Nichols (Boxer)
George Nichols (* 10. Juli 1907 in Sandusky, Ohio, USA, als Phillip John Nicolosi; † September 1986) war ein US-amerikanischer Boxer im Halbschwergewicht und vom 18. März 1932 bis zum 17. Dezember 1932 Weltmeister des Verbandes NBA, die im Jahre 1962 in WBA umbenannt wurde. Er war zugleich der erst zweite Halbschwergewichts-Weltmeister der NBA beziehungsweise WBA.